# Şafak Pavey
Şafak Pavey (Ankara, 10 de juliol de 1976) és una diplomàtica, columnista i política turca que forma part de la Gran Assemblea Nacional de Turquia en representació de la província d'Istanbul per part del Partit Republicà del Poble (CHP). És la primera dona amb discapacitat que ha estat escollida diputada al parlament turc —va perdre el braç i cama esquerres en un accident de tren a Zúric— i és membre del Comitè dels drets de les persones amb discapacitat de les Nacions Unides, que supervisa l'aplicació de la Convenció Internacional sobre els Drets de les Persones amb Discapacitat. Va ser honorada pel Departament d'Estat dels Estats Units el 2012 amb l'International Women of Courage Award.

## Biografia
Pavey va néixer el 10 de juliol de 1976 a Ankara, filla del periodista i escriptor Ayşe Önal. El 1994 es va traslladar a Suïssa amb el seu marit per estudiar art i cinema. El 1996, va perdre el braç i cama esquerres en un accident de tren a Zuric. Un any més tard, es va traslladar a Londres per continuar la seva educació. Va estudiar relacions internacionals a la Universitat de Westminster i va completar els estudis de postgrau a la London School of Economics.
Pavey ha treballat a l'Oficina de l'Alt Comissionat de les Nacions Unides per als Refugiats (ACNUR) com a responsable de les relacions exteriors i ajuda humanitària a països com Algèria, Egipte, Iran, el Líban i Síria. També ha estat portaveu per a l'Europa central a Hongria, pel mateix organisme.

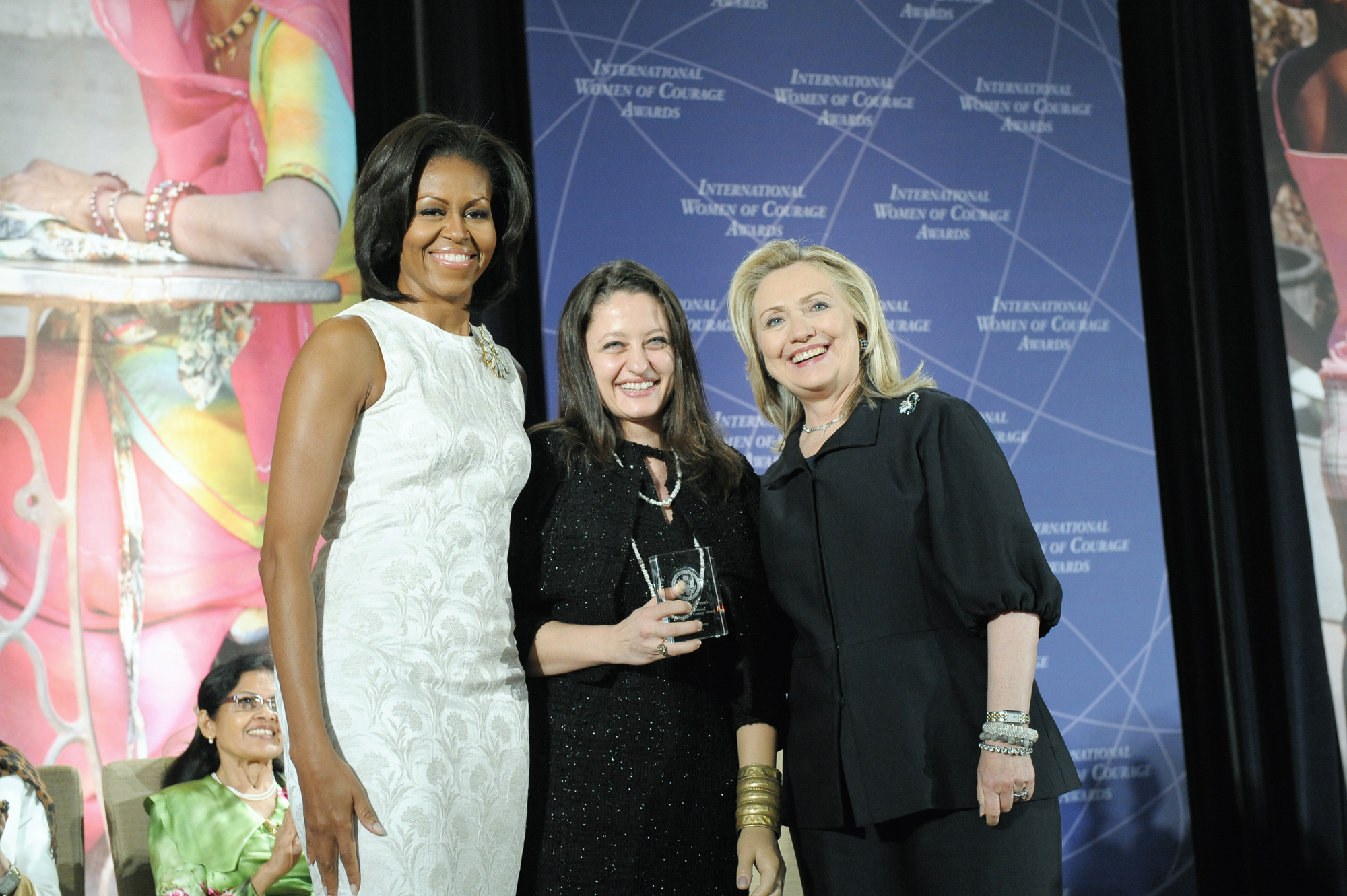
Şafak Pavey amb Michelle Obama i Hillary Clinton en la cerimònia dels premis internacionals Dona Coratge de l'any 2012

Ha estat columnista del diari setmanal bilingüe turcoarmeni Agos a Istambul, autora de tres llibres, i va treballar amb la Premi Nobel de la Pau Shirin Ebadi en el llibre Refugee Rights in Iran (Drets dels refugiats a l'Iran).
Després de quinze anys vivint a l'estranger, Pavey va tornar a Turquia el 2011 i va encaminar-se cap a la política. Va deixar el càrrec a les Nacions Unides el 2012 i va esdevindre diputada per la província d'Istanbul pel Partit Republicà del Poble; esdevingué la primera membre femenina discapacitada del Parlament turc. Com a part del seu treball parlamentari, és membre del Comitè Parlamentari Mixt UE-Turquia, la Comissió Parlamentària Mixta UE-Turquia, l'Assemblea Parlamentària Euromediterrani del Procés de Barcelona: Unió per la Mediterrània, la Subcomissió Euro-Med d'Energia, Aigua i Medi Ambient, i vicepresidenta i membre dels Grups Parlamentaris d'Amistat de Turquia amb Corea del Sud i Noruega.

## Reconeixements
- Premi Internacional Dona Coratge del Departament d'Estat dels Estats Units.[3]
- Premi Extraordinari de la Jove Cambra Internacional.[10]
- Premi Irwin 2014 de la National Secular Society del Regne Unit.[11]